# Nemzeti Kulturális Tanács
A Nemzeti Kulturális Tanács a 2019. évi CXXIV. törvény által létrehozott magyarországi szervezet, amely biztosítja a kulturális ágazatok egységes kormányzati stratégiai irányításának szakmai alapjait. A Tanács tevékenységéről évente beszámol a kormánynak.

## Elnöke és tagjai
A Tanács elnökét a kormány határozatában nevezi ki és menti fel. Az elnökön túl a Tanács tagjai a törvényben nevesített kultúrstratégiai intézmények vezetői, és tagja a Magyar Művészeti Akadémia elnöke is.
A Tanács 2020. február 20-án tartotta alakuló ülését. Elnökévé a kormány 2020. március 30-i hatállyal Vashegyi Györgyöt, a  Magyar Művészeti Akadémia elnökét nevezte ki [1108/2020. (III. 15.) Korm. határozat].

## Feladatai
A Tanács
- a) javaslatot tesz a kormány részére a kultúra kormányzati stratégiájára,
- b) véleményezi és összehangolja a kulturális ágazati fejlesztési terveket,
- c) meghatározza ügyrendjét és működési elveit.[6]

## A kulturális ágazatok
- a) előadó-művészet,
- b) alkotóművészet,
- c) közgyűjtemény és emlékezetpolitika,
- d) népi hagyományok,
- e) közösségi művelődés,
- f) vizuális művészet. [7]

## A kultúrstratégiai intézmények
A törvény bevezeti a kultúrstratégiai intézmények fogalmát és meghatározza, hogy az egyes kulturális ágazatokban mely kulturális intézmények működnek:
- a) előadó-művészet ágazatban
  - aa) a Nemzeti Színház Közhasznú Nonprofit Zártkörűen Működő Részvénytársaság;
  - ab) a Magyar Állami Operaház;
  - ac) a Budapesti Operettszínház;
  - ad) a Nemzeti Artista- Előadó- és Cirkuszművészeti Központ Nonprofit Korlátolt Felelősségű Társaság;
  - ae) a Müpa Budapest - Művészetek Palotája Nonprofit Korlátolt Felelősségű Társaság;
  - af) a Honvéd Együttes Művészeti Nonprofit Korlátolt Felelősségű Társaság;
- b) alkotóművészet ágazatban a Petőfi Irodalmi Múzeum;
- c) közgyűjtemény és emlékezetpolitika ágazatban
  - ca) a Magyar Nemzeti Múzeum;
  - cb) a Szépművészeti Múzeum;
  - cc) az Országos Széchényi Könyvtár;
  - cd) a Magyar Nemzeti Levéltár;
  - ce) a Magyarságkutató Intézet;
- d) népi hagyományok ágazatban
  - da) a Hagyományok Háza;
  - db) a Néprajzi Múzeum;
  - dc) a Szabadtéri Néprajzi Múzeum;
- e) közösségi művelődés ágazatban az NMI Művelődési Intézet Nonprofit Közhasznú Korlátolt Felelősségű Társaság;
- f) vizuális művészet ágazatban a Nemzeti Filmintézet Közhasznú Nonprofit Zártkörűen Működő Részvénytársaság.[8]